# Plum Village Tradition
Die Plum Village Tradition ist eine Schule des Buddhismus, benannt nach dem Plum Village Kloster in Frankreich, dem ersten monastischen Praxiszentrum, das von Thích Nhất Hạnh gegründet wurde. Es handelt sich um einen Ansatz des Engagierten Buddhismus, der hauptsächlich aus einer Mahayana-Perspektive betrachtet wird und Elemente aus dem Zen und dem Theravada aufnimmt. Ihr Dachverband ist die „Plum Village Community of Engaged Buddhism“.
Sie zeichnet sich durch die Anwendung von Achtsamkeit bei alltäglichen Aktivitäten (Sitzen, Gehen, Essen, Sprechen, Zuhören, Arbeiten usw.) aus. Diese Praktiken sind in Lebensstilrichtlinien integriert, die „fünf Achtsamkeitsübungen“ genannt werden, die eine ethische und spirituelle Dimension in die Entscheidungsfindung einbringen und ein integraler Bestandteil des Gemeinschaftslebens sind.

## Achtsamkeitspraktiken
Die Achtsamkeitspraktiken der Plum-Village-Tradition sind auf der Plum-Village-Website und im Buch Happiness von Thích Nhất Hạnh beschrieben. Um diese Praktiken zu kultivieren, ermutigt Plum Village die Verwendung von Achtsamkeits-Apps, einschließlich der eigenen für Android- und iOS-Geräte. Diese Praktiken umfassen:

### Tägliche Praktiken
- Atmen: die Aufmerksamkeit auf die sensorische Erfahrung des Atems richten.
- Aufwachen: ein tägliches Gelübde, den Wachzyklus des Bewusstseins nach dem Verlassen des Schlafzyklus vollständig zu leben.
- Sitzmeditation: Aussetzen der körperlichen Bewegungen, um sich durch Metakognition auf die inneren kognitiven Prozesse zu konzentrieren und diese schließlich zu transzendieren.
- Gehmeditation: Konzentration auf die Erfahrung der Körperbewegungen beim Gehen. Schritte und Atmung können synchronisiert werden, oder ein einfaches Mantra wird rezitiert.
- Glocke der Achtsamkeit: Innehalten, um sich auf die Sinneserfahrung des Atems zu konzentrieren, wenn man einen Klang hört, normalerweise den einer Glocke.

### Physische Praktiken
- Ausruhen: die natürlichen Bedürfnisse des Körpers erkennen und die notwendigen Schritte unternehmen, um zur Ruhe zu kommen.
- Achtsame Bewegung: zehn Körperbewegungen, die mit bewusster Atmung praktiziert werden, um Geist und Körper zu vereinen. Basierend auf Yoga- und Tai-Chi-Bewegungen.[3]
- Tiefenentspannung: eine Übung, bei der man sich hinlegt und völlig loslässt, wobei der Atem als Anker dient.

### Beziehungs- und Gemeinschaftsübungen
- Sangha-Körper: Erkennen lernen, was jeder Einzelne braucht, um sich als Teil einer Gemeinschaft zu fühlen.
- Sangha-Aufbau: Bewusstsein für organische Wachstumsprozesse von Gemeinschaften.
- Dharma-Teilen: Erfahrungen so ausdrücken, wie sie gefühlt und erkannt wurden.
- Dienstmeditation: Freiwillige Übernahme kleinerer Wartungsarbeiten.
- Die Küche: Essenszubereitung als meditative Praxis.
- Gemeinsames Essen: Konzentration auf die verschiedenen Aspekte des Verzehrs von Lebensmitteln (Herkunft, Ethik, Zweck usw.) zusammen mit anderen Menschen.
- Teemeditation: sich beim Teetrinken aller Aspekte des Zusammenseins (innerlich und zwischenmenschlich) bewusst sein.
- Edle Stille: die verbale Kommunikation aussetzen oder reduzieren, um sich auf innere Prozesse zu konzentrieren.
- Neubeginn: Versöhnungsprozess nach einem Konflikt.

### Fünf Achtsamkeitsübungen
Die Fünf Achtsamkeitsübungen sind Thich Nhat Hanhs Formulierung der traditionellen buddhistischen Fünf Gebote, ethische Richtlinien, die zur Zeit des Buddha entwickelt wurden und die Grundlage der Praxis für die gesamte buddhistische Laiengemeinschaft darstellen.

## Plum Village Bewegung
Mit Stand von 2017 umfasst die Plum Village Bewegung 589 Mönche in 9 Klöstern und 1271 Praxisgemeinschaften weltweit. Ein wichtiger Bestandteil dieser Tradition ist der Orden des Interbeing, der ein soziales Netzwerk von Mönchen und Laien ist, die die Vierzehn Achtsamkeitsschulungen absolviert haben. Es gibt auch eine von dieser Tradition inspirierte Gemeinschaft, die sich an junge Menschen zwischen 18 und 35 Jahren richtet, namens Wake Up. Weitere Initiativen sind Wake Up Schools und der Earth Holder Sangha.

### Klöster
Mit Stand vom November 2018 gibt es 11 Klöster und Praxiszentren in der Plum Village Tradition.
Vereinigte Staaten
- Blue Cliff Monastery, New York
- Deer Park Monastery, Kalifornien

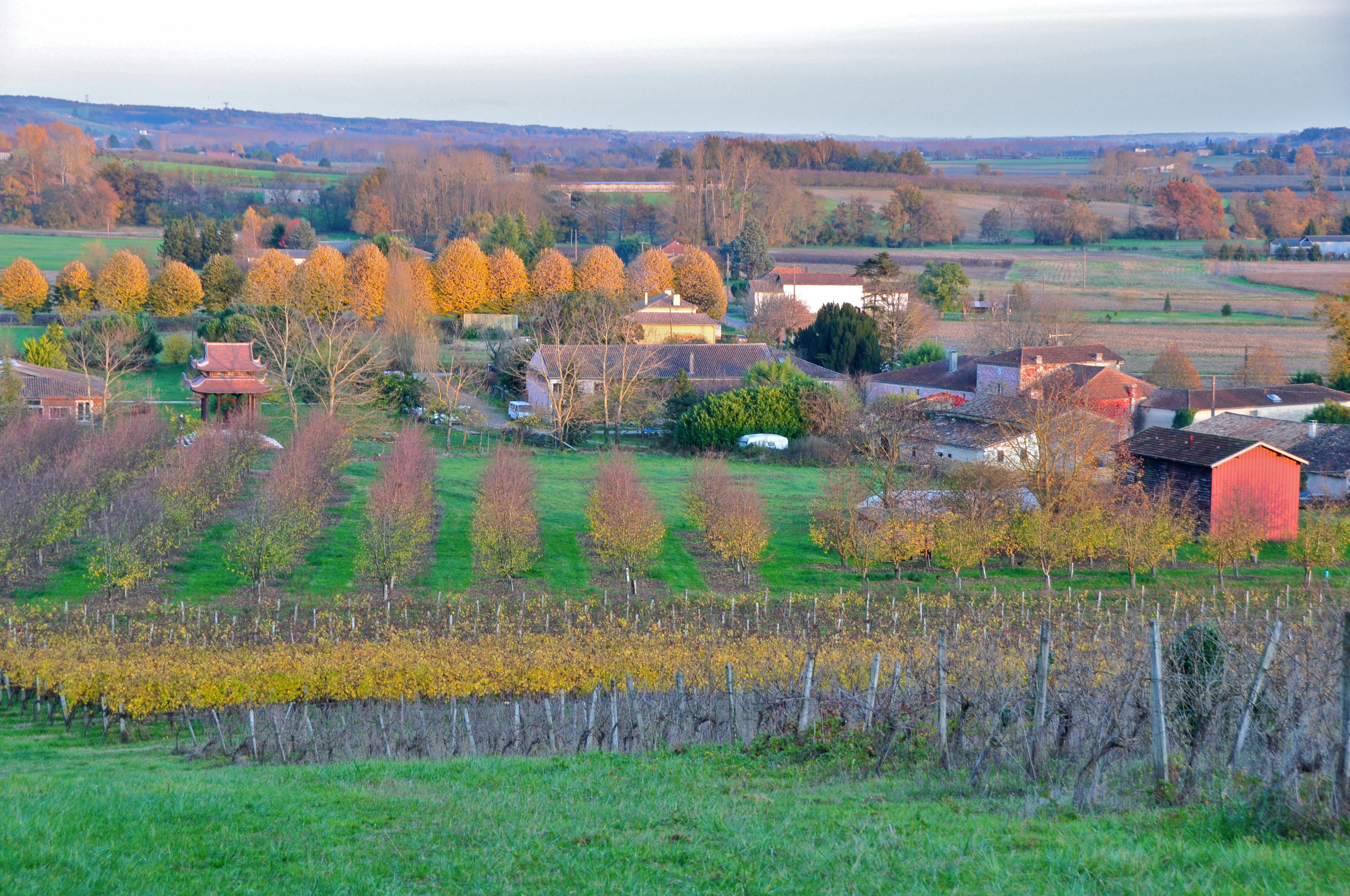
New Hamlet - Plum Village Frankreich

- Magnolia Grove Monastery, Mississippi

Europa
- Plum Village Monastery, Frankreich
- Europäisches Institut für angewandten Buddhismus, Deutschland
- Kloster der heilenden Quelle (Monastère de la Source Guérissante), Frankreich
- Maison de L'Inspir, Frankreich

Asien/Australien
- Thai Plum Village, Thailand
- Asiatisches Institut für angewandten Buddhismus, Hongkong
- Stream Entering Meditation Center, nahe Melbourne, Australien
- Mountain Spring Monastery, in der Nähe von Sydney, Australien

## Besonderheiten

### Plum-Village-Dharma-Siegel
Die vier Dharma-Siegel des Plum Village wurden von Thich Nhat Hanh vorgeschlagen, um festzustellen, ob eine Lehre mit der Tradition des Plum Village übereinstimmt. Die Siegel ermutigten die Praktizierenden, glücklich in der Gegenwart zu verweilen und als Gemeinschaft zu praktizieren. Sie sprachen auch Lehren wie das Ineinandersein der drei Zeiten (Vergangenheit, Gegenwart, Zukunft) und die vier edlen Wahrheiten sowie die Eigenschaft der Samen, ständig zu reifen, an.

### 40 Lehrsätze von Plum Village
Die 40 Grundsätze von Plum Village sind ein Versuch von Thích Nhất Hạnh, die Lehren, die in der Plum Village Tradition gepflegt, gelehrt und weitergegeben werden, zu identifizieren und zu definieren. Sie konzentrieren sich auf die zentrale Beziehung dieser Tradition zu den verschiedenen buddhistischen Schulen und ihren Lehren. Diese Lehren dienen als Grundlage der Plum Village Lehren für die Achtsamkeitstrainings, die von Laien und monastischen Praktizierenden durchgeführt werden.

### Gemeinschaftsstruktur
Eine weitere Besonderheit der Plum Village Tradition ist die Gemeinschaftsstruktur des Orden des Zwischen-Seins, dessen Ziel es ist, das Bodhisattva-Ideal im täglichen Leben anzuwenden. Sowohl Mönche als auch Laien, die die 14 Achtsamkeitsübungen - eine Erweiterung und Modernisierung der Bodhisattva-Grundregeln von Thích Nhất Hạnh - absolvieren, können Mitglieder des Ordens sein. Darüber hinaus können sowohl Mönche als auch Laien die Dharma-Übertragung erhalten, um Dharma-Lehrer in dieser Tradition zu werden.